# Boston Society of Film Critics Award per la migliore attrice
Il Boston Society of Film Critics Award per la migliore attrice (BSFC Award for Best Actress) è un premio assegnato annualmente dal 1980 dai membri del Boston Society of Film Critics alla miglior interprete femminile di un film distribuito negli Stati Uniti nel corso dell'anno.

## Albo d'oro

### Anni 1980
- 1980: Gena Rowlands - Una notte d'estate (Gloria)
- 1981: Marília Pêra - Pixote - la legge del più debole (Pixote, a Lei do Mais Fraco)
- 1982: Meryl Streep - La scelta di Sophie (Sophie's Choice)
- 1983: Rosanna Arquette - Promesse, promesse (Baby It's You)
- 1984: Judy Davis - Passaggio in India (A Passage to India)
- 1985: Geraldine Page - In viaggio verso Bountiful (The Trip to Bountiful)
- 1986: Chloe Webb - Sid & Nancy (Sid and Nancy)
- 1987: Holly Hunter - Dentro la notizia - Broadcast News (Broadcast News)
- 1988: Melanie Griffith - Una donna in carriera (Working Girl)
- 1989: Jessica Tandy - A spasso con Daisy (Driving Miss Daisy)

### Anni 1990
- 1990: Anjelica Huston - Chi ha paura delle streghe? (The Witches) e Rischiose abitudini (The Grifters)
- 1991: Geena Davis - Thelma & Louise
- 1992: Emma Thompson - Casa Howard (Howards End)
- 1993: Holly Hunter - Lezioni di piano (The Piano)
- 1994: Julianne Moore - Vanya sulla 42esima strada (Vanya on 42nd Street)
- 1995: Nicole Kidman - Da morire (To Die For)
- 1996: Brenda Blethyn - Segreti e bugie (Secrets & Lies)
- 1997: Helena Bonham Carter - Le ali dell'amore (The Wings of the Dove)
- 1998: Samantha Morton - Under the Skin - A fior di pelle (Under the Skin)
- 1999: Hilary Swank - Boys Don't Cry

### Anni 2000
- 2000: Ellen Burstyn - Requiem for a Dream
- 2001: Tilda Swinton - I segreti del lago (The Deep End)
- 2002: Maggie Gyllenhaal - Secretary
- 2003: Scarlett Johansson - Lost in Translation - L'amore tradotto (Lost in Translation)
- 2004: Hilary Swank - Million Dollar Baby
- 2005: Reese Witherspoon - Quando l'amore brucia l'anima - Walk the Line (Walk the Line)
- 2006: Helen Mirren - The Queen - La regina (The Queen)
- 2007: Marion Cotillard - La vie en rose
- 2008: Sally Hawkins - La felicità porta fortuna - Happy Go Lucky (Happy-Go-Lucky)
- 2009: Meryl Streep - Julie & Julia

### Anni 2010
- 2010: Natalie Portman - Il cigno nero (Black Swan)
- 2011: Michelle Williams - Marilyn (My Week with Marilyn)
- 2012: Emmanuelle Riva - Amour
- 2013: Cate Blanchett - Blue Jasmine
- 2014: Marion Cotillard - Due giorni, una notte (Two Days, One Night) e C'era una volta a New York (The Immigrant)
- 2015: Charlotte Rampling - 45 anni (45 Years)
- 2016: Isabelle Huppert - Le cose che verranno (L'Avenir) ed Elle
- 2017: Sally Hawkins - La forma dell'acqua - The Shape of Water (The Shape of Water)
- 2018: Melissa McCarthy - Copia originale (Can You Ever Forgive Me?)
- 2019: Saoirse Ronan - Piccole donne (Little Women)

### Anni 2020
- 2020: Sidney Flanigan - Mai raramente a volte sempre (Never Rarely Sometimes Always)
- 2021: Alana Haim - Licorice Pizza[2][3]
- 2022: Michelle Yeoh – Everything Everywhere All at Once[4][5][6]
- 2023: Lily Gladstone – Killers of the Flower Moon[7][8]
- 2024: Mikey Madison – Anora